# Точка Омега
Точка Омега — термін, введений французьким філософом і теологом, священником-єзуїтом П'єром Тейяром де Шарденом для позначення стану найбільш організованої складності і одночасно найвищої свідомості, до якої на його думку еволюціонує Всесвіт. Поняття розглядається в трактаті Тейяра де Шардена «Феномен людини».
Будь-яка енергія, згідно Тейяру де Шардену, є духовною за своєю природою. У кожному елементі фундаментальна енергія розділена на два компоненти: тангенціальна енергія зв'язує один з одним елементи одного порядку (однакової складності і внутрішньої зосередженості); радіальна енергія направляє елемент до усе більш складного і внутрішньо зосередженого стану.
У ході еволюції відбувається неухильний розвиток психіки (свідомості) і паралельне ускладнення матеріальних форм. Підсумком цього розвитку стає поява і розгортання ноосфери, а потім — народження з синергії усієї сукупності людської свідомості деякої вищої свідомості — Омеги. Індивідуальність окремої людської свідомості не буде розчинена в цій єдиній свідомості людства — вона збережеться і навіть збагатиться завдяки причетності до нього.
Виникаючи в ході еволюції, Омега в той же час за природою своєю вислизає від дії сил, що прирікають загибелі усе, що виникає, від обмежень часу і простору: «Останній член ряду, він в той же час поза рядом». Таким чином, Омега виявляється тим «вогнищем духу», який спочатку тягне внутрішній (психічне, радіальне) початок матерії і тим самим веде матерію, життя до зростання свідомості.
Тейяр де Шарден називає наступні атрибути Омеги:
- Автономність.
- Наявність. Омега існує вже зараз. Вища свідомість, якою є Омега, створюється завдяки єднанню індивідуальних людських свідомостей. Шлях до цього єднання — любов, що об'єднує усіх людей, усе людство, проте така усеосяжна любов буде реальна і дієва лише за умови існування деякого єдиного вогнища — свого роду активній персоніфікації розумного універсуму, що «люблячого і улюбленого». Цим вогнищем і виступає Омега.
- Безповоротність. Людина прагне уникнути повного зникнення, прагне до вічності життя. Збереження ж досягнень людського духу за допомогою соціокультурних механізмів лише відсовує проблему: Земля не вічна, і з нею зникне людська цивілізація і усі її досягнення. Тому центр «Омега має бути незалежний від загибелі сил, які витинають еволюцію»[1] — непідвладний руйнуванню, до якого схильне усе те, що виникає.
- Трансцендентність.

Поняття «Точка Омега» також використав у своїй космологічній теорії Френк Тіплер.